# Tamaricaceae
Tamaricaceae es una pequeña familia de plantas leñosas, arbustos o pequeños árbolillos del orden Caryophyllales. Consta de cinco géneros con alrededor de 100-120 especies, la mayoría de las regiones templadas y cálidas del Viejo Mundo; en terrenos algo húmedos y salinos.

## Características
Hojas simples y enteras, muy reducidas, imbricadas, escuamiformes o aciculares, alternas. Flores hermafroditas, actinomorfas, tetrámeras (Tamarix boveana) o pentámeras, hipoginas; reunidas en inflorescencias en espigas o en racimos, a veces aisladas. La corola tiene de 4 a 5 (6) pétalos libres, alternando con sépalos. Los estambres, a veces numerosos, se insertan en un disco carnoso necatarífero. El ovario es súpero. Los frutos son cápsulas; con dispersión anemócora. Semillas con numerosos pelos largos (vilano). 
- K 4 - 5  C 4 - 5  A 4 + 4  G (2 - 5) numerosos óvulos

```
                        5 + 5
                        4
                        5
                        N
```

## Géneros
- Hololachna -
- Myricaria -
- Myrtama -
- Reaumuria -
- Tamarix